# U-657
Unterseeboot 657 foi um submarino alemão do Tipo VIIC, pertencente a Kriegsmarine que atuou durante a Segunda Guerra Mundial.
O U-657 esteve em operação entre os anos de 1941 e 1943, realizando neste período 7 patrulhas de guerra, nas quais afundou um navio aliado, num total de 5,196 toneladas de arqueação.
Foi afundado a leste do Cabo Farewell no dia 17 de maio de 1943  por cargas de profundidade lançadas pela fragata britânica HMS Swale, causando a morte de todos os 47 tripulantes.

## Comandantes
| Comandante                | Data                                          |
| ------------------------- | --------------------------------------------- |
| Oblt. Hans-Jürgen Radke   | 8 de outubro de 1941 - 14 de dezembro de 1941 |
| KrvKpt. Heinrich Göllnitz | 20 de dezembro de 1941 - 17 de maio de 1943   |

## Subordinação
Durante o seu tempo de serviço, esteve subordinado às seguintes flotilhas:
| Período                                        | Flotilha                                   |
| ---------------------------------------------- | ------------------------------------------ |
| 8 de outubro de 1941 - 28 de fevereiro de 1942 | 8. Unterseebootsflottille (treinamento)    |
| 1 de março de 1942 - 30 de junho de 1942       | 3. Unterseebootsflottille (serviço ativo)  |
| 1 de julho de 1942 - 17 de maio de 1943        | 11. Unterseebootsflottille (serviço ativo) |

## Operações conjuntas de ataque
O U-657 participou das seguinte operações de ataque combinado durante a sua carreira:
- Rudeltaktik Naseweis (31 de março de 1942 - 10 de abril de 1942)
- Rudeltaktik Eisteufel (21 de junho de 1942 - 8 de julho de 1942)
- Rudeltaktik Nebelkönig (27 de julho de 1942 - 14 de agosto de 1942)
- Rudeltaktik Nordwind (24 de janeiro de 1943 - 4 de fevereiro de 1943)
- Rudeltaktik Iller (12 de maio de 1943 - 15 de maio de 1943)
- Rudeltaktik Donau 1 (15 de maio de 1943 - 17 de maio de 1943)

## Coordenadas
1. ↑  em posição 58° 54' N 42° 33' O